# 犬王
犬王（いぬおう、生年不詳 - 応永20年5月9日（1413年6月7日））は、観阿弥と同時期に活躍した近江猿楽日吉座の大夫。
猿楽能の名手として観世座の観阿弥・世阿弥と人気を二分した。阿弥号の「道阿弥」でも知られる。

## 生涯
生年不詳ながら、活動時期からして観阿弥と同世代もしくは多少年下かと思われる。
物まねを主体とする大和猿楽に対し、風流歌舞を旨とする近江猿楽の芸風をよく体現し、ひろく人気を集めたとされる。
一時庇護者足利義満の不興をこうむったが、後に許され、義満の法名「道義」から一字をもらって阿弥号「犬阿弥」を「道阿弥」に改めた。
最晩年に至るまで、義満の寵愛は衰えず、応永15年（1408年）に後小松天皇が北山第に行幸した際には天覧能を務めた。
また猿楽能の先駆者たる観阿弥を敬慕することあつく、観阿弥の命日である十九日にはかならず供養を行った。
世阿弥は犬王をきわめて高く評価し、『申楽談儀』に「犬王は、上三花にて、つゐに中上にだに落ちず」と述べている。
20世紀には竹本幹夫の論文「天女舞の研究」によって、世阿弥が犬王の得意とした「天女舞」を取り入れて舞事の充実をはかったとする説が提唱された。

## 犬王（道阿弥）が登場する作品
小説
- 北方謙三『道誉なり』（中央公論社 1995年 / 上・下巻 中公文庫 1999年/ 新装版 2022年）

- 古川日出男『平家物語 犬王の巻』（2017年、河出書房新社）

アニメ映画
- 『犬王』（2022年公開）上記小説が原作

漫画
- 三原和人『ワールド イズ ダンシング』（2021年-、『モーニング』（講談社）

## 注
1. ↑  『申楽談義』
2. ↑  『能楽研究』第4号、1977年7月
3. ↑  "能・世阿弥". 世阿弥の世界 世阿弥のいた環境. 文化デジタルライブラリー. 2021年9月10日閲覧。